# Villa Castelar
Villa Castelar, también conocida como Erize (cuyo nombre toma de la estación Erize)  es una localidad argentina del sur de la provincia de Buenos Aires, Argentina, perteneciente al partido de Puan.

## Toponimia
Villa Castelar habría tomado su nombre de una antigua empresa inmobiliaria que dio origen al fraccionamiento rural, de donde se le dio el nombre al caserío. La estación Erize debe su nombre al antiguo propietario (Francisco Erize) de los terrenos donde se halla instalada, inmigrante de origen francés que era propietario de un almacén de ramos generales en las inmediaciones a la estación.

## Población
Cuenta con 31 habitantes (Indec, 2010), lo que representa un incremento del 82% frente a los 17 habitantes (Indec, 2001) del censo anterior.
| Gráfica de evolución demográfica de Villa Castelar entre 1991 y 2010 |
|                                                                      |
| Fuente: Censos nacionales del INDEC                                  |

## Laguna de Montenegro o Laguna La Cucaracha
Se encuentra cerca de Villa Castelar, en el vecino Partido de Adolfo Alsina,  a 487 km de Buenos Aires, por las RN 205, RP 65, RN 33 y RP 60. Del cruce de la RN 33 con la RP 60 son 34 km hasta las Termas de Carhué, allí se va a izquierda (saliendo de las termas) y más 23 km se arriba a Villa Castelar. Pasada la entrada a Villa Castelar se dobla a la derecha y a unos 18 km, terminando la Laguna El Chajá, se va a la izquierda por unos 500 m y se topa con la tranquera de la "Estancia La Manuela".  Aquí está la "Laguna de Montenegro" que no se puede avistar desde la calle. 
Se encuentra a 40 km de Carhué y a 420 km de Mar del Plata. 
De Puan son 20 km hasta Villa Castelar y por la calle que sale a la izquierda antes de la Villa se siguen 18 km hasta la tranquera. 
Posee un espejo de agua oscilante, con promedio de 100 ha y una prof. media de 2,5 m: llegando a más de  6 m en algunos pozos. Tiene una costanera desde donde se pesca. No hay ni afluentes ni emisarios. Es de propiedad privada y está habilitada para la pesca deportiva.
- Datos: Q6162087